# Pelophylax terentievi
Pelophylax terentievi är en groddjursart som först beskrevs av Mezhzherin 1992.  Pelophylax terentievi ingår i släktet Pelophylax och familjen egentliga grodor. IUCN kategoriserar arten globalt som otillräckligt studerad. Inga underarter finns listade i Catalogue of Life.